# Лемеши (Житомирская область)
Лемеши (укр. Лемеші) — село на Украине, находится в Бердичевском районе Житомирской области.
Код КОАТУУ — 1820885203. Население по переписи 2001 года составляет 267 человек. Почтовый индекс — 13363. Телефонный код — 4143. Занимает площадь 1,731 км².

## Адрес местного совета
13362, Житомирская область, Бердичевский р-н, с.Райгородок, ул.Октябрьская, 11